# Espace Jean-Tinguely–Niki-de-Saint-Phalle
Der Espace Jean Tinguely – Niki de Saint Phalle ist ein Museum in Freiburg im Üechtland (Schweiz) mit Werken des Künstlerehepaars Jean Tinguely (1925–1991) und Niki de Saint Phalle (1930–2002).
Seit der Gründung 1998 wird es vom Museum für Kunst und Geschichte Freiburg verwaltet, jedoch von einer Stiftung geführt. Das Museum entstand aufgrund des Willens Niki de Saint Phalles, dem Kanton Freiburg Werke Jean Tinguelys zu schenken. Es ist nach und nach in den Besitz weiterer Schenkungen und Werke gekommen, nicht zuletzt Werke de Saint Phalles.

## Geschichte
Vom Mittelalter bis ins 18. Jahrhundert lagen am Ort des heutigen Museums eine Kapelle und ein Friedhof, die zu einem Kloster gehörten, das sich heute noch unmittelbar daneben befindet. Danach wurde das Gelände zur Brache, bis 1899 vom Architekten Léon Hertling das erste Depot der Freiburger Strassenbahn errichtet wurde. Das Depot bot Platz für acht Wagen auf vier Gleisen mit einer drehbaren äusseren Plattform. Der Innenraum bestand aus der Abstellhalle vorne und einer Werkstatt hinten. Das Depot hatte eine Fläche von 500 m2 und eine Höhe von 6 m, ausgestattet mit einer Deckenbeleuchtung.
Das Gebäude hat eine imposante Fassade aus Molasse und neobarocke Säulen und Giebel. Die Wahl einer monumentalen Fassade an der Strassenseite zwischen zwei Kirchen unterstreicht den repräsentativen Charakter, der dem Gebäude zugedacht war.
1948 wurde das Gebäude zur «Burggarage» umfunktioniert. Dies hing mit dem Aufkommen des Automobils zusammen, veränderte den Charakter des Gebäudes aber nicht vollständig. Nach den aufeinanderfolgenden Schenkungen durch Niki de Saint Phalle erhielt der Ort eine Umnutzung zum Kunstmuseum, welche von 1996 bis 1998 dauerte. Architekt Michel Waeber plante den Umbau. Das Museum wurde am 16. März 1998 eröffnet.